# Liste der Monuments historiques in Lantages
Die Liste der Monuments historiques in Lantages führt die Monuments historiques in der französischen Gemeinde Lantages auf.

## Liste der Objekte
| Bezeichnung      | Beschreibung                                                                    | Standort                         | Kennzeichnung | Schutzstatus | Datum | Bild |
| ---------------- | ------------------------------------------------------------------------------- | -------------------------------- | ------------- | ------------ | ----- | ---- |
| Zwei Reliquiare  | Kupfer, versilbert, 17. oder 18. Jahrhundert                                    | in der Kirche St-Valentin (Lage) | PM10004907    | Inscrit      | 1985  |      |
| Zelebrantenstuhl | Holz, Stoff, Mitte des 18. Jahrhunderts; im Kathedralschatz in Troyes deponiert | in der Kirche St-Valentin (Lage) | PM10000982    | Classé       | 1964  |      |
| Altarkreuz (1)   | Kupfer, versilbert, 18. Jahrhundert                                             | in der Kirche St-Valentin (Lage) | PM10004908    | Inscrit      | 1985  |      |
| Altarkreuz (2)   | Kupfer, versilbert, 18. Jahrhundert                                             | in der Kirche St-Valentin (Lage) | PM10004641    | Inscrit      | 1985  |      |